# Гоффман (Міннесота)
Гоффман (англ. Hoffman) — місто (англ. city) в США, в окрузі Грант штату Міннесота. Населення — 698 осіб (2020).

## Географія
Гоффман розташований за координатами 45°50′3″ пн. ш. 95°47′15″ зх. д. / 45.83417° пн. ш. 95.78750° зх. д. (45.834051, -95.787548).  За даними Бюро перепису населення США в 2010 році місто мало площу 5,37 км², уся площа — суходіл.

## Демографія
Згідно з переписом 2010 року, у місті мешкала 681 особа в 285 домогосподарствах у складі 150 родин. Густота населення становила 127 осіб/км².  Було 325 помешкань (61/км²).
Расовий склад населення:
| - 95,7 % — білих - 0,6 % — азіатів - 0,4 % — корінних американців - 0,1 % — вихідців з тихоокеанських островів - 0,1 % — чорних або афроамериканців - 1,6 % — осіб інших рас |

До двох чи більше рас належало 1,3 %. Частка іспаномовних становила 3,1 % від усіх жителів.
За віковим діапазоном населення розподілялося таким чином: 21,6 % — особи молодші 18 років, 53,3 % — особи у віці 18—64 років, 25,1 % — особи у віці 65 років та старші. Медіана віку мешканця становила 43,2 року. На 100 осіб жіночої статі у місті припадало 91,3 чоловіків;  на 100 жінок у віці від 18 років та старших — 97,0 чоловіків також старших 18 років.
Середній дохід на одне домашнє господарство  становив 48 185 доларів США (медіана — 41 583), а середній дохід на одну сім'ю — 57 700 доларів (медіана — 54 750). За межею бідності перебувало 21,8 % осіб, у тому числі 33,7 % дітей у віці до 18 років та 13,2 % осіб у віці 65 років та старших.
Цивільне працевлаштоване населення становило 314 особи. Основні галузі зайнятості: освіта, охорона здоров'я та соціальна допомога — 27,1 %, виробництво — 14,6 %, роздрібна торгівля — 9,9 %, сільське господарство, лісництво, риболовля — 7,0 %.